# Harry McIlvenny
Harry McIlvenny, né le 5 octobre 1922 et mort le 29 juin 2009, est un footballeur amateur anglais.

## Biographie
Il représente la Grande-Bretagne aux Jeux olympiques de 1948. Lors du tournoi olympique, il inscrit un but contre les Pays-Bas. La Grande-Bretagne se classe quatrième de ce tournoi. 